# Egerton Ryerson
Adolphus Egerton Ryerson (Walsh, Condado de Norfolk, 24 de março de 1803 – Toronto, 19 de dezembro de 1882) foi um ministro metodista, político e educador provinciano, que fundou o sistema público de educação na província de Ontário, no Canadá.